# Medopheos edracanthus
Genre
Espèce
Synonymes
- Ameiva edracantha Bocourt, 1874
- Cnemidophorus armatulus Cope, 1876

Medopheos edracanthus, unique représentant du genre Medopheos, est une espèce de sauriens de la famille des Teiidae.

## Répartition
Cette espèce se rencontre :
- en Équateur ;
- au Pérou.

## Publications originales
- Bocourt, 1874 "1873" : Deux notes sur quelques sauriens de l'Amérique tropicale. Annales des sciences naturelles, Zoologie et biologie animale, sér. 5, vol. 19, no 4, p. 1-5 (texte intégral).
- Harvey, Ugueto & Gutberlet, 2012 : Review of Teiid Morphology with a Revised Taxonomy and Phylogeny of the Teiidae (Lepidosauria: Squamata). Zootaxa, no 3459, p. 1-156.